# Cuyo (Argentina)
Cuyo (pronuncia: [ˈku.ʝo]) è una regione geografica e storica dell'Argentina centro-occidentale, caratterizzata da un territorio montuoso e nota per la produzione vinicola. Storicamente comprendeva le province di San Juan, San Luis e Mendoza. Il termine Nuovo Cuyo è di origine moderna, e indica sia il Cuyo propriamente detto che la provincia di La Rioja. Il Nuovo Cuyo è una macroregione politica ed economica, ma culturalmente La Rioja fa parte del Nordovest argentino piuttosto che del Cuyo.
Cuyo possiede alcune delle più popolari attrazioni turistiche dell'Argentina e i più alti rilievi delle Ande, compreso lo stesso Aconcagua, il più alto picco al di fuori dell'Asia, nonché il Parco Provinciale Ischigualasto.
Il suolo è arido e rossiccio, attraversato da pochi fiumi, la maggior parte dei quali sono alimentati dallo scioglimento della neve sui picchi, e il loro volume d'acqua aumenta considerevolmente in primavera. Il fiume Desaguadero è il collettore principale, ricevendo le acque dai fiumi Bermejo, Vinchina e Salado prima di raggiungere il fiume Colorado.
La regione è fortemente vocata all'agricoltura, in particolare alla viticoltura: si tratta infatti della principale zona di produzione vinicola del Sudamerica, per volume di raccolta e superficie coltivata. Con 16 milioni di ettolitri all'anno, la regione di Cuyo produce l'80% di tutto il vino argentino e si pone al quinto posto tra le regioni vinicole di tutto il mondo. La provincia di Mendoza è infatti l'ottava capitale vitivinicola più importante del mondo. Sono inoltre coltivati olio, patate, pomodori e altri frutti, e vi è un'importante produzione alimentare, soprattutto di dolci e alimenti conservati. Tra le altre industrie presenti, sono infine da citare quella mineraria e petrolifera.
Le città e le cittadine della regione sono caratterizzate da case e chiese basse di foggia coloniale e da strade strette, che nelle città principali contrastano con le parti moderne. L'Universidad Nacional de Cuyo, fondata nel 1939, è la più importante università di queste province: il campus si trova a Mendoza, ma ha facoltà fino a Río Negro.

## Turismo

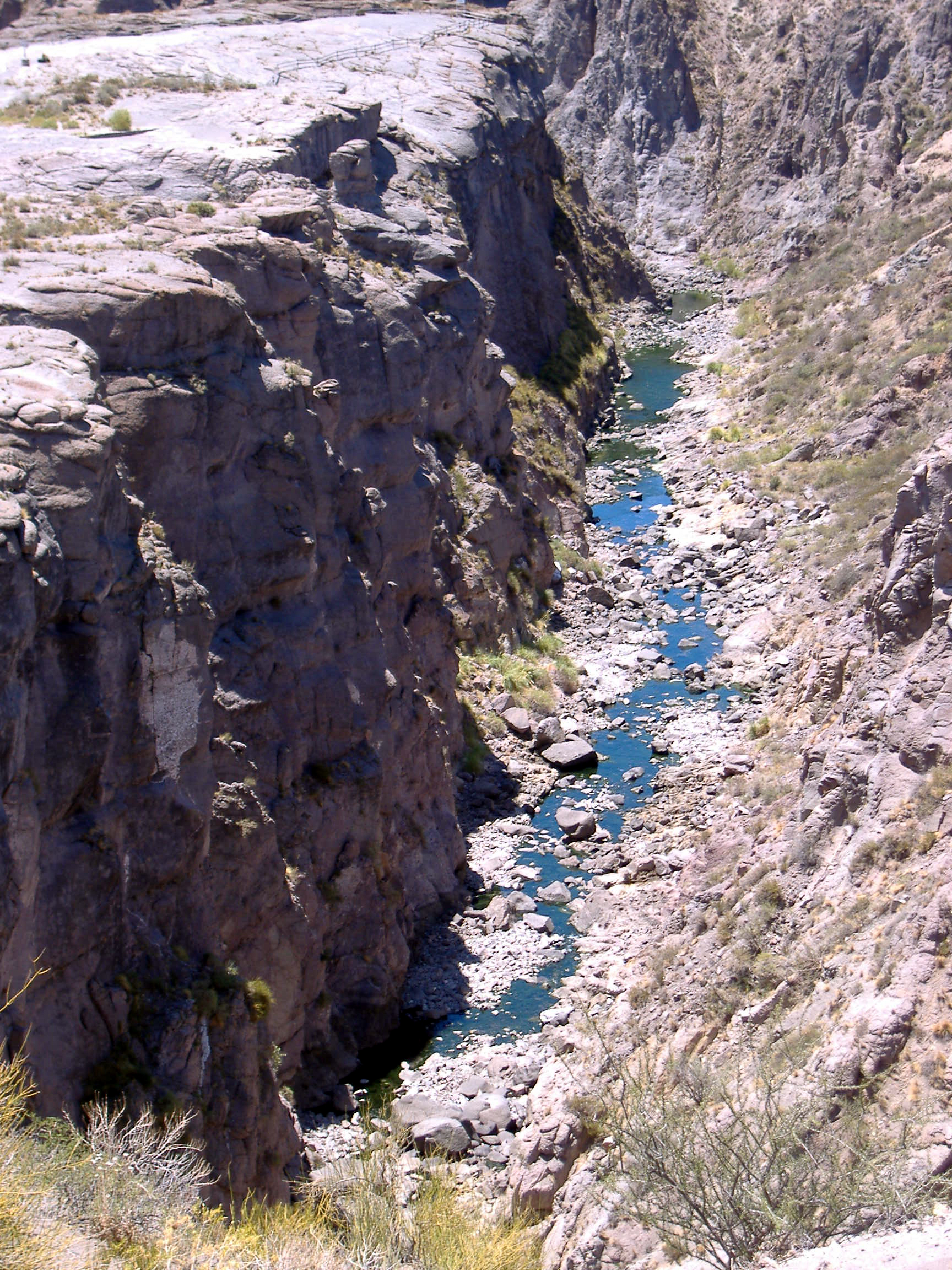
Fiume Atuel nel suo canyon, Provincia di Mendoza.

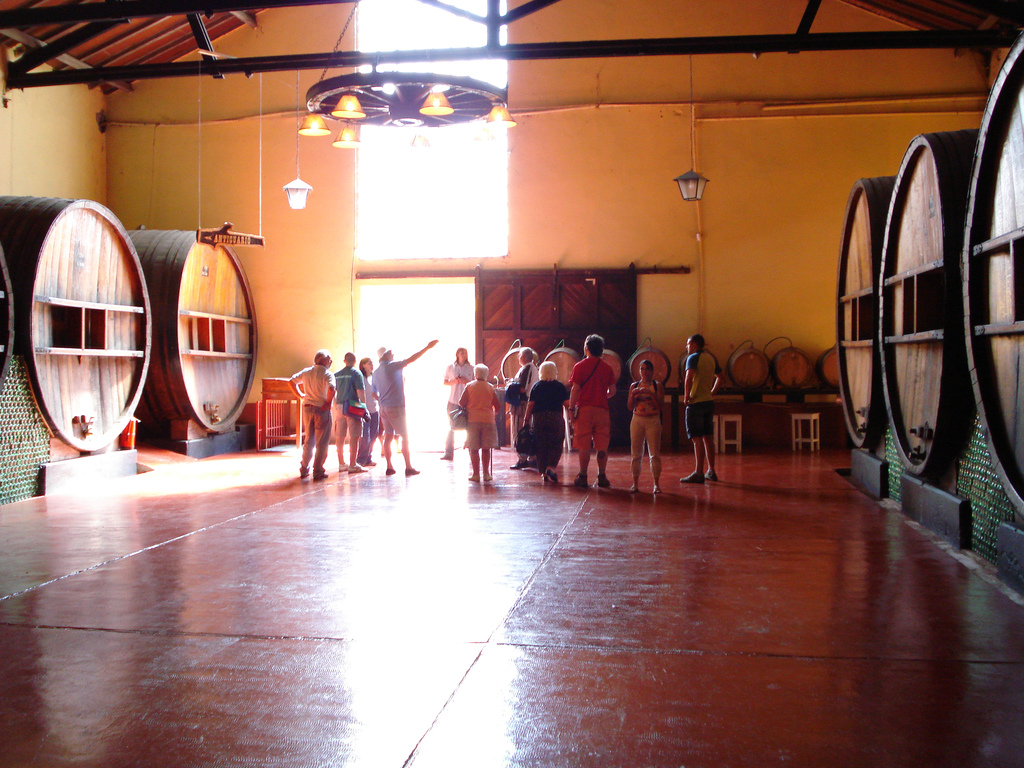
Cuyo è caratterizzata da una considerevole produzione agro-industriale di vino.

Come in altre zone dell'Argentina, il turismo naturalistico è un'importante fonte di reddito, per le numerose attrazioni che offre. Tra i siti e gli eventi maggiormente visitati, i più famosi sono i seguenti:
- Aconcagua

- Fiesta Nacional de la Vendimia (Festa Nazionale della vendemmia)
- Las Leñas

- Riserva della biosfera di Ñacuñán

- San Rafael

- Barreal

- Difunta Correa

- Ischigualasto

- El Trapiche

- Merlo